# قائمة أعضاء مجلس النواب العراقي - الدورة التاسعة
هذه قائمة أعضاء مجلس النواب العراقي - الدورة التاسعة بعد انتخابات 1939، اختير الأعضاء من خلال الانتخابات التي جرت يوم 29 نيسان 1939 بعد مصرع الملك غازي، وفي هذه الانتخابات اختير 108 نائبا، وكان أول وآخر دورة انتخابية تكمل سنواتها الأربعة خلال العهد الملكي.

## لواء أربيل
| التسلسل | الاسم           | الملاحظات              |
| ------- | --------------- | ---------------------- |
| 1       | حمدي سليمان     | -                      |
| 2       | إبراهيم يوسف    | -                      |
| 3       | جمال رشيد بابان | نائب في الدورة الماضية |
| 4       | حسن الملا       | -                      |
| 5       | جميل الحويزي    | -                      |
| 6       | صديق ميران      | -                      |

## لواء البصرة
| التسلسل | الاسم                  | الملاحظات                     |
| ------- | ---------------------- | ----------------------------- |
| 1       | حامد النقيب            | نائب في الدورات الستة الماضية |
| 2       | محمود النعمة           | نائب في الدورة الماضية        |
| 3       | عبود الملاك            | نائب في الدورة الماضية        |
| 4       | عبد الوهاب محمود       | -                             |
| 5       | عبد القادر السياب      | اعتقل سنة 1941                |
| 6       | محمد سعيد العبد الواحد | نائب في الدورة الماضية        |
| 7       | روفائيل بطي            | -                             |
| 8       | حميد الحمود            | -                             |
| 9       | مصطفى الطه             | -                             |
| 10      | روبين بطاط             | -                             |

## لواء بغداد
| التسلسل | الاسم              | الملاحظات                                                |
| ------- | ------------------ | -------------------------------------------------------- |
| 1       | إبراهيم حييم       | نائب في الدورات الستة الماضية                            |
| 2       | ناجي شوكت          | استقال حل محله تحسين علي                                 |
| 3       | علي جودت الأيوبي   | استقال حل محله شفيق نوري السعيدي                         |
| 4       | مولود مخلص         | نائب في الدورة الماضية                                   |
| 5       | عبد الهادي الجلبي  | -                                                        |
| 6       | صادق البصام        | صار عينا حل محله توفيق السويدي، النائب في الدورة الماضية |
| 7       | حمدي الباجه جي     | نائب في الدورة الماضية                                   |
| 8       | طه الهاشمي         | نائب في الدورة الماضية                                   |
| 9       | بهجت زينل          | -                                                        |
| 10      | عارف حكمت          | -                                                        |
| 11      | حسن سهيل           | -                                                        |
| 12      | محمد طاهر سليم     | توفي حل محله أحمد الداود                                 |
| 13      | صالح قحطان         | -                                                        |
| 14      | رزوق غنام          | -                                                        |
| 15      | عبد اللطيف ثنيان   | -                                                        |
| 16      | محمود رامز السعدون | كان نائبا في الدورات الماضية                             |

## لواء الحلة
| التسلسل | الاسم             | الملاحظات |
| ------- | ----------------- | --- |
| 1       | سلمان البراك      | كان نائبا في جميع الدورات الستة الأولى وكان نائبا في الدورة الماضية                                          |
| 2       | صادق حبة          | - |
| 3       | علوان الحاج سعدون | توفي حل محله عمران الحاج سعدون الذي كان كان نائبا في الدورتين الماضيتين لكنه توفي أيضا حل محله تحسين العسكري |
| 4       | محمد الباقر       | - |
| 5       | عبود الهيمص       | - |
| 6       | عبد الهادي الظاهر | كان نائبا في الدورة الماضية                                                                                  |

## لواء الدليم
| التسلسل | الاسم                   | الملاحظات                       |
| ------- | ----------------------- | ------------------------------- |
| 1       | عبد الرزاق علي السليمان | -                               |
| 2       | مشحن الحردان            | نائب في الدورات الثلاثة الماضية |
| 3       | توفيق برتو              | كان نائبا في دورة سابقة         |
| 4       | أحمد كمال               | -                               |
| 5       | مصطفى السنوي            | -                               |

## لواء ديالى
| التسلسل | الاسم                | الملاحظات                                                |
| ------- | -------------------- | -------------------------------------------------------- |
| 1       | توفيق الهاشمي        | -                                                        |
| 2       | عبد الله السليمان    | -                                                        |
| 3       | محيي الدين السهروردي | -                                                        |
| 4       | عبد الهادي الدامرجي  | -                                                        |
| 5       | علي العبد اللطيف     | كان نائبا في الدورة الماضية توفي حل محله جميل عبد الوهاب |
| 6       | عز الدين النقيب      | كان نائبا في الدورة الماضية                              |

## لواء الديوانية
| التسلسل | الاسم                | الملاحظات                                                                                           |
| ------- | -------------------- | --------------------------------------------------------------------------------------------------- |
| 1       | مرزوك العواد         | نائب في الدورات الأربعة الماضية                                                                     |
| 2       | رايح العطية          | نائب في الدورتين الماضيتين                                                                          |
| 3       | عبد الواحد الحاج سكر | استقال حل محله فريق المزهر                                                                          |
| 4       | علوان الياسري        | صار عينا حل محله صلال الموح                                                                         |
| 5       | عجة الدلي            | -                                                                                                   |
| 6       | جياد الشعلان         | -                                                                                                   |
| 7       | صالح جبر             | استقال حل محله علي ممتاز الدفتري                                                                    |
| 8       | عزارة آل معجون       | كان نائبا في الدورة الماضية                                                                         |
| 9       | باقر سر كشك          | استقال حل محله علي ممتاز الدفتري استقال حل محله رشيد عالي الكيلاني استقال حل محله عبد الرزاق الأزري |
| 10      | سعدون الرسن          | -                                                                                                   |
| 11      | محسن أبو طبيخ        | استقال حل محله محمود الإسترابادي                                                                    |
| 12      | شعلان الظاهر         | -                                                                                                   |
| 13      | داخل الشعلان         | نائب في الدورتين الماضيتين                                                                          |

## لواء السليمانية
| التسلسل | الاسم              | الملاحظات                        |
| ------- | ------------------ | -------------------------------- |
| 1       | سيف الله خندان     | -                                |
| 2       | عزت عثمان          | كان نائبا في الدورة الماضية      |
| 3       | محمد صالح محمد علي | نائب في الدورات الثمانية الماضية |
| 4       | محمد أمين زكي      | كان نائبا في الدورة الماضية      |
| 5       | رؤوف الشيخ محمود   | كان نائبا في الدورة الماضية      |
| 6       | خالد النقشبندي     | -                                |

## لواء العمارة
| التسلسل | الاسم                | الملاحظات                       |
| ------- | -------------------- | ------------------------------- |
| 1       | محمد العريبي         | نائب في الدورة الماضية          |
| 2       | شواي الفهد           | نائب في الدورتين الماضيتين      |
| 3       | قاسم الخضيري         | نائب في الدورات الثلاثة الماضية |
| 4       | شبيب المزبان         | نائب في الدورة الماضية          |
| 5       | عبد الرزاق منير      | نائب في الدورة الماضية          |
| 6       | كاطع العوادي         | -                               |
| 7       | ماجد شكري القره غولي | -                               |

## لواء كربلاء
| التسلسل | الاسم         | الملاحظات                                              |
| ------- | ------------- | ------------------------------------------------------ |
| 1       | عثمان العلوان | نائب في الدورة الماضية توفي حل محله عبد الحميد أسد خان |
| 2       | حسن النقيب    | -                                                      |
| 3       | أحمد الوهاب   | -                                                      |

## لواء كركوك
| التسلسل | الاسم            | الملاحظات |
| ------- | ---------------- | --------- |
| 1       | دارا بك          | -         |
| 2       | محمد حاجي نعمان  | -         |
| 3       | فائق الطالباني   | -         |
| 4       | جميل قيردار      | -         |
| 5       | أمين رشيد هماوند | -         |
| 6       | داود الجاف       | -         |

## لواء الكوت
| التسلسل | الاسم                  | الملاحظات                                                      |
| ------- | ---------------------- | -------------------------------------------------------------- |
| 1       | أحمد حالت              | نائب في جميع الدورات الستة الأولى وكذلك نائب في الدورة الماضية |
| 2       | داود عبد اللطيف السعدي | نائب في الدورة الماضية                                         |
| 3       | عبد الله الياسين       | نائب في الدورات الثلاثة الماضية                                |
| 4       | عبد الغفور البدري      | نائب في الدورة الماضية                                         |
| 5       | صالح شكارة             | -                                                              |

## لواء المنتفق
| التسلسل | الاسم               | الملاحظات                                        |
| ------- | ------------------- | ------------------------------------------------ |
| 1       | عبد المهدي المنتفجي | نائب في الدورة الماضية وكذلك نائب في دورات سابقة |
| 2       | طالب محمد علي       | نائب في الدورة الماضية                           |
| 3       | حمود المزيعل        | -                                                |
| 4       | صكبان العلي         | -                                                |
| 5       | خيون العبيد         | نائب في الدورات الخمسة الماضية                   |
| 6       | محمد حسن حيدر       | نائب في الدورتين الماضيتين                       |
| 7       | ثامر السعدون        | -                                                |
| 8       | زامل المناع         | -                                                |
| 9       | موحان الخير الله    | -                                                |

## لواء الموصل
| التسلسل | الاسم               | الملاحظات                  |
| ------- | ------------------- | -------------------------- |
| 1       | أمجد العمري         | نائب في الدورتين الماضيتين |
| 2       | إبراهيم عطار باشي   | نائب في الدورة الماضية     |
| 3       | جمال المفتي         | -                          |
| 4       | فريد الجادر         | -                          |
| 5       | هبة الله المفتي     | نائب في الدورتين الماضيتين |
| 6       | يونس السبعاوي       | -                          |
| 7       | إبراهيم ناحوم       | نائب في الدورة الماضية     |
| 8       | أحمد الجليلي        | نائب في الدورة الماضية     |
| 9       | حازم شمدين أغا      | -                          |
| 10      | طاهر الصابونجي      | نائب في الدورة الماضية     |
| 11      | متي سرسم            | -                          |
| 12      | عبد الله البريفكاني | -                          |
| 13      | سعيد ثابت           | -                          |
| 14      | رؤوف اللوس          | نائب في الدورتين الماضيتين |
| 15      | عبد الغني النقيب    | -                          |